# Котелеве
Котеле́ве — село в Україні, в Новоселицькій міській громаді Чернівецького району Чернівецької області.

## Географія
Через село тече річка Котилів, ліва притока Данівки.

## Історія
За даними на 1859 рік у власницькому селі Котильов Хотинського повіту Бессарабської губернії, мешкала 921 особа (414 чоловічої статі та 507 — жіночої), налічувалось 161 дворових господарства, існувала православна церква.
Станом на 1886 рік у власницькому селі Новоселицької волості мешкало 1208 осіб, налічувалось 215 дворових господарств, існувала православна церква.
2019 року жителі селі відмовилися демонтувати погруддя російському командирові Васілію Чапаєву, що підпадало про закон про засудження комуністичного та націонал-соціалістичного (нацистського) тоталітарних режимів в Україні. 

## Відомі уродженці
- Васкан Василь Васильович (нар. 1941) — український поет, громадсько-політичний діяч.
- Вакарчук Ганна Леонтіївна нар. 1970) — українська журналістка. Член НСЖУ (1995). Працювала у редакціях газет: «Ленінським шляхом», «Вільна бесіда», «Кліп», «Захист», «Навколо світу». З 2003 р. — редактор Новоселицької районної газети «Слово правди» (Чернівецька область).
- Кишкан Флоріан Павлович (нар. 1948) — співак (тенор). Заслужений артист Молдови (1982).